# 拉丰特内勒 (卢瓦-谢尔省)
拉丰特内勒（法語：La Fontenelle，法語發音：[la fɔ̃tnɛl]）是法国卢瓦-谢尔省的一个市镇，属于旺多姆区。

## 地理
拉丰特内勒（48°3'36"N, 1°1'28"E）面积20.1 平方千米，位于法国中央-卢瓦尔河谷大区卢瓦-谢尔省，该省份为法国中北部省份，北起厄尔-卢瓦省，东北接卢瓦雷省，东南接谢尔省，南至安德尔省，西南接安德尔-卢瓦尔省，西北接萨尔特省。
与拉丰特内勒接壤的市镇（或旧市镇、城区）包括：布尔赛、德鲁埃、勒戈迪佩尔什、勒普瓦莱、库埃特龙欧佩什。

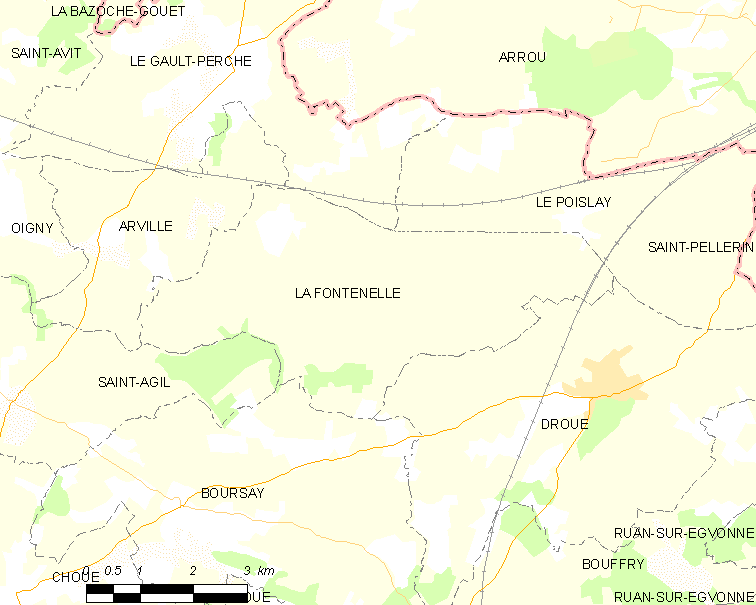
的OSM定位图

拉丰特内勒的时区为UTC+01:00、UTC+02:00（夏令时）。

## 行政
拉丰特内勒的邮政编码为41270，INSEE市镇编码为41089。

## 政治
拉丰特内勒所属的省级选区为佩尔什县。

## 人口

1962-2008年间人口变化图示

拉丰特内勒于2022年1月1日时的人口数量为207人。